# دونوفان الكسندر
دونوفان الكسندر هو لاعب كرة القدم الكندية كندي، ولد في 3 أبريل 1985 في وينيبيغ في كندا.